# Mouje Nandgad
Mouje Nandgad là một thị trấn thuộc taluk Khanapur, huyện Belgaum, bang Karnataka, Ấn Độ.